# Museo Universitario de Antropología
El Museo Universitario de Antropología ubicado en las instalaciones de la Universidad Tecnológica de El Salvador. Fue inaugurado el 23 de junio de 2006 y abrió sus puertas al público el 4 de julio del mismo año. El edificio que contiene la institución es denominado «Anastasio Aquino», conocido en algún tiempo como «Casa Ávila» en referencia a una familia que lo habitó a inicios del siglo XX.
Aparte de las exhibiciones permanentes y temporales dedicadas a conservar y difundir el patrimonio cultural salvadoreño para el público en general, el museo propicia la investigación cultural y científica en las ramas de antropología, arqueología e historia, que ayudan a la formación de los estudiantes dedicados a estas disciplinas. Una máscara de jade del Período Clásico mesoamericano, proveniente del valle de México, es considerada la pieza más importante de la colección.si